# Eutropis grandis
Eutropis grandis là một loài thằn lằn trong họ Scincidae. Loài này được Howard, Gillespie, Riyanto & Iskandar mô tả khoa học đầu tiên năm 2007.